# Croácia nos Jogos Olímpicos de Verão de 2020
Croácia está representada nos Jogos Olímpicos de Verão de 2020 por um total de 59 desportistas que competem em 15 desportos. Responsável pela equipa olímpica é o Comité Olímpico Croata, bem como as federações desportivas nacionais da cada desporto com participação.
Os portadores da bandeira na cerimónia de abertura foram o puxador Josip Glasnović e a atleta Sandra Perković.

## Medalhistas
A equipa olímpica da Croácia tem obtido seguintes medalhas:
| Nome                            | Desporto  | Competição               |
| ------------------------------- | --------- | ------------------------ |
| Ouro                            |           |                          |
| Martin Sinković Valent Sinković | Remo      | Dois sem timonel (M2-) M |
| Matea Jelić                     | Taekwondo | –67 kg F                 |
| Nikola Mektić Mate Pavić        | Tênis     | Duplos M                 |
| Prata                           |           |                          |
| Marin Čilić Ivan Dodig          | Tênis     | Duplos M                 |
| Bronze                          |           |                          |
| Damir Martin                    | Remo      | Scull individual (M1X) M |
| Toni Kanaet                     | Taekwondo | –80 kg M                 |